# Pachycondyla ochracea
Pachycondyla ochracea is een mierensoort uit de onderfamilie van de Ponerinae. De wetenschappelijke naam van de soort is voor het eerst geldig gepubliceerd in 1855 door Mayr.